# 杉浦幸雄
杉浦 幸雄（すぎうら ゆきお、1911年6月25日 - 2004年6月18日）は、日本の漫画家。
街場の女性のファッションや仕草を題材にして、ユーモアと「独特のお色気」を融合させた「風俗漫画」と称するナンセンス漫画を長年にわたって執筆したことで知られる。90代を超えても雑誌連載で活動し、死去する直前まで執筆。生涯現役を貫いた。

## 略歴

### 生い立ち
東京市本郷区（のちの東京都文京区）本郷元町の昌清寺境内の借家で誕生。父方の生家は旧旗本・布施家で、杉浦の幼少時、父・和介は商社に勤務していた。父が満州・奉天取引所の理事長に就任し、妻とともに奉天市（のちの瀋陽市）に渡ったため、杉浦は近隣の小石川春日町に住んでいた祖父・布施善信に預けられた。
1918年、小学校入学直後に両親に呼び寄せられて奉天に移り、一時帰国した時期をはさみ、1924年まで過ごした。内向的な性格で、ひとりで絵を書くのを好む少年だったが、父親はとがめることなく、自由帳をたくさん買い与えるなどして杉浦の才能を支えた。『アサヒグラフ』に連載されたジョージ・マクマナスの『親爺教育』の影響で漫画家を志した。また、父親が小林喜三郎と親しく、試写や特別興行などの招待を盛んに受けていた影響で幼少期から多くの映画に親しんだ。とりわけエルンスト・ルビッチ監督作品やチャールズ・チャップリン監督作品などのコメディ映画に強い刺激を受けたという。この頃、両親の離婚および、継母との不和を経験している。
小学6年の3学期に帰国し、旧制郁文館中学に入学。当時は世相もあり、改造制服を着て付け焼き刃のマルクス主義を論じるような典型的な「不良学生」だったという。この頃、のちの小説家・今日泊亜蘭と知り合う。杉浦は郁文館、今日泊は旧制東京府立第五中学校の生徒だったが、遊び場だった駒込界隈のカフェで意気投合した。やがて杉浦は今日泊宅に入り浸り、彼の蔵書だった岩波文庫を通じ文学や哲学に親しむようになった。
父親のすすめで、学業のかたわら本格的な絵の勉強をしようと、本郷洋画研究所、川端画学校、同舟舎などの有名画塾を転々とした。本人は当時を「画塾あらし」と自嘲している。中学卒業時の1929年、東京美術学校を受験するが、デッサンの実技試験中にタバコを吸ったことを試験監督の藤島武二にとがめられて口論となり、試験会場を追い出され、不合格に終わった。

### 俳優志望、漫画家デビュー
1929年5月、美術学校の受験に失敗した杉浦は、父親の友人であった朝日新聞編集局長緒方竹虎や元記者の中野正剛を介し、同紙専属の漫画家・岡本一平への入門を許された。この通称「一平塾」で、のちに活動をともにする近藤日出造と出会ったほか、同門の矢崎茂四の蔵書だった『エスクァイア』『ザ・ニューヨーカー』『ル・リール』などの外国雑誌の漫画に強い影響を受けた。
「一平塾」での修業のかたわら、杉浦は一時、演劇に熱中した。当時通っていたアテネ・フランセの受講生から劇団「第三芸術座」に誘われ、1930年11月、エミール・マゾー作の喜劇『ダルダメル氏(Dardamelle ou le cocu)』の主演として俳優デビューを果たした。やがて金杉惇郎、長岡輝子、飯沢匡らと学生劇団「テアトル・コメディ」の旗揚げに参画し、1931年2月、内幸町・仁壽生命講堂で行われる旗揚げ公演・トリスタン・ベルナール作『自由の重荷(Le Fardeau de la liberté)』において、巡査役に内定したが、舞台の初日、父親が当時経営していた会社が倒産したことで、生家が破産。杉浦は漫画投稿の賞金で実家の家計を支える決意をして舞台を降板し、俳優になる夢を断念した。なお、杉浦と飯沢は戦後、文藝春秋漫画賞の受賞者（杉浦）と選者（飯沢）として再会している。
『ブリタニカ国際大百科事典』では、『アサヒグラフ』への投稿が掲載され、初めて賞金を得た1931年を杉浦のデビュー年としている。賞金は7円であった。1932年に、近藤日出造、横山隆一らと杉浦の自宅で会合を開き、漫画プロダクションの性格を持った若手漫画家の団体「新漫画派集団」を結成。当初は「漫画集団」という名になる予定だったが、杉浦が「野獣派などと同じように主義主張を持つグループとして」「派という文字を入れろ」と強く主張し、改められた。やがて「新漫画派集団」は、ナンセンス漫画のブームを起こす。新漫画派集団の中で特に抜きん出た横山隆一のセンスと技術に圧倒された杉浦は、「横山氏にできないもの（略）をやるしかない」「彼の女には色気がない」「女が主役の風俗漫画をかいて、女をかかせたら日本一の漫画家になってやる」と決意し、美人画をはじめとする、女性を題材にした漫画に活路を見出していった。
杉浦は1933年、一コマ漫画のキャプションを編集者側が無断で変更したことに抗議したことをめぐり、『アサヒグラフ』との関係が断絶し、収入が途絶。これを聞きつけた読売新聞社漫画部の村上修が杉浦を誘い、近藤日出造とともに同社の嘱託となり、日曜版別刷りの「読売サンデー漫画」などに執筆した。杉浦同様に横山への対抗意識を持ち、似顔絵を用いた政治漫画に取り組んでいた近藤と対称をなす、「家庭漫画」の書き手として人気を得るようになった。また、『主婦之友』1938年9月号から連載開始した『銃後のハナ子さん』→『ハナ子さん一家』が大ヒットした。この作品は後に主人公のモデルである轟夕起子主演で『ハナ子さん』のタイトルで映画化され、主題歌と合わせてヒットした。『ハナ子さん一家』は後述の応召のため1944年に連載を一旦休止し、戦後の1947年に連載再開。連載末期に映画タイトルと同名の『ハナ子さん』となり、1949年に終了した。

### 海軍時代
戦時体制となって検閲が強化されると、根が「心情アナーキズム」であった杉浦は、1940年に発足した近藤率いる新日本漫画協会の機関紙『漫画』に作品を発表する際、「軍部の方針に迎合しているように見せ掛け」た、その実、厭戦的なニュアンスを含んだモチーフや文脈を描くことで、軍部へひそかに抵抗した。
- 戦陣訓的な「肉ヲ切ラセテ骨ヲ切ル図」のキャプションで、蚊を叩くために腕をまくっておびき寄せる女の絵[26]
- 模型飛行機で遊ぶ親子の絵に「お父ちゃんの作る飛行機は、すぐこわれちゃうんだもの。イヤダ、イヤダ!」のキャプション[26]
- 『愛国行進曲』の歌詞を引用して「進まん道はだね、一つあるのみなんだよ」と女を口説く男[3]

同世代の横山・近藤が将校待遇の陸軍報道班員として短期召集される一方、新日本漫画協会員として同じ立場にあったはずの杉浦は、一時内定したレイテ島への報道派遣が撤回され、1945年3月に二等水兵として横須賀海兵団に入営し、終戦まで軍務に服することとなった。
新兵教育の際、杉浦は作品の名「ハナ子さん」のあだ名で呼ばれ、殴打されるなどの激しいいじめを受けた。教育修了後、新兵の部隊配分事務を担当する第100分隊をへて「副長付」となり、宣伝や、基地の砲台などに演習のためのマークを描く仕事を担当した。直属の上司だった水兵長は歌手の霧島昇で、副長付のほかの同僚には洋画・挿絵画家の中原淳一・田代光（田代素魁）・石川滋彦、漫画家の井崎一夫・益子善六および、書家の青山杉雨がいた。横須賀鎮守府が大きな被害を受けた7月18日の横須賀空襲の際、杉浦らは静岡県沼津市へ出張するため列車で鎮守府を離れており、空襲を免れた。列車が沼津に到着すると、沼津大空襲の惨禍の直後だった。

### 戦後
終戦後、東京・江古田の実家に身を寄せつつ漫画家活動を再開。横山・近藤・清水崑らとともに「新漫画派集団」を結成時の予定された名である「漫画集団」に改組し、後進を育てた。また、海軍時代の同僚・中原淳一と再会し、中原主宰の『ひまわり』に無償で連載することを条件に、世田谷区赤堤の中原の邸宅を譲り受け、晩年まで住みつづけた。

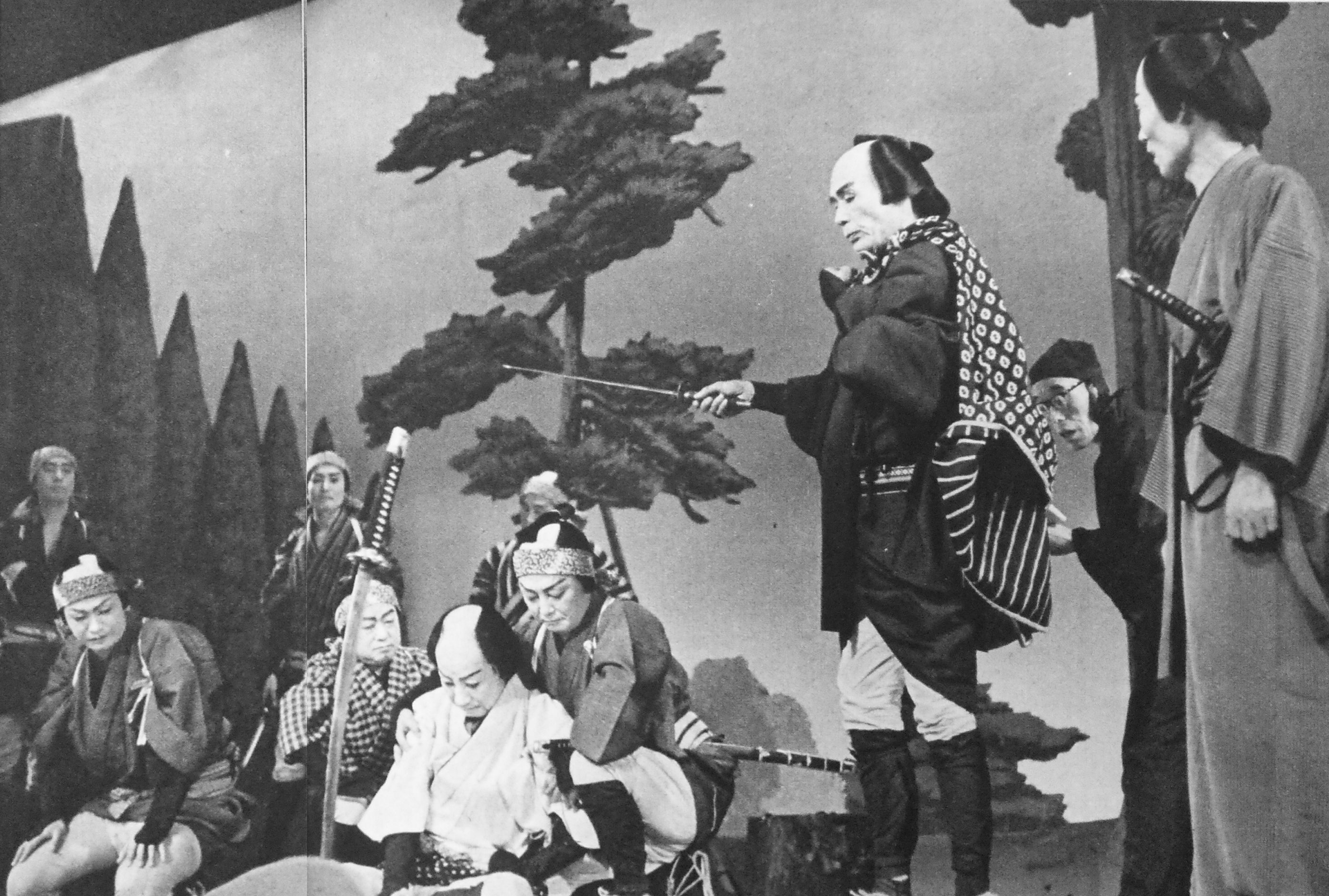
文春歌舞伎「荒神山」。右から、近藤日出造、中山義秀、杉浦幸雄、那須良輔、村上元三、横山隆一、金親堅太郎、石原慎太郎、小川哲男（1959年）

戦後の自由な世相に合わせるように、戦前の一連の家庭漫画で描いた明朗なムードだけでなく、エロティシズムやグロテスクな要素を含む描写を加えるようになり、作風の幅を広げはじめる。『アトミックのおぼん』や『東京チャキチャキ娘』などの「健康なエロチシズムを発散する」快活な女性を主人公にした連載作品が人気を呼び、相次いで実写作品化された。また、草創期のテレビドラマに出演し、かつて断念した俳優の夢を叶えた。
1964年の日本漫画家協会の設立に関わり、1976年に理事長に就任。1981年に理事長職を加藤芳郎にゆずり、自身は会長に就任した。やがて1985年には名誉会長に就任している。
1983年から中日マンガ大賞の審査員。同年、『面影の女（おもかげのひと）』を『週刊漫画サンデー』（実業之日本社）に連載開始。72歳での新連載開始は、当時の雑誌としては異例の高齢という扱いだった。20年あまりの長期連載ののち、2003年5月、1004回をもって終了した。
2004年6月18日に肺炎のため東京都目黒区内の病院で死去。死去時点で、最後の明治生まれの現役漫画家だった。

### 受賞・受章歴
- 1956年 第2回文藝春秋漫画賞（『軽風流白書』および戦後発表された一連の風俗漫画に対して）[1]
- 1959年 毎日新聞社賞
- 1980年 紫綬褒章[1][5]
- 1985年 第14回日本漫画家協会賞選考委員特別賞（『面影の女』）、勲四等旭日小綬章[5]

## 作風と評価
- 女性を主題とした漫画を一貫して手掛けたが、「目指してきたのは常に、女性礼賛、女性崇拝、女性賛歌の漫画[37]」と自認していた。裸体はあくまでも「即物的[38]」でユーモラスなものとして描写し、陵辱的な描写を徹底的に避けていた。一方、その女性観にはやや冷徹な部分があったらしく、生前呉智英に、「僕は女に惚れたことは何回もあります、しかし、恋愛をしたことはありません」と語っている[35]。
- 杉浦以前のギャグ漫画は見るからに滑稽な人物が滑稽を演じるさまを描いたものが主流だったが、杉浦は美男美女が犯す失態と恥じらいを通じてユーモアを描写したことで新奇とみなされた。佐藤忠男は「それ以前に美人画ふうの漫画がなかったわけではなく（略）その絵に漫画的なアイデアは乏しかったので（略）挿絵として扱われた」「杉浦幸雄は、あくまで漫画として笑って読めるアイデアの中に美男美女を描き出した」と杉浦漫画の先進性を指摘している[3]。
- さまざまな要素が複雑に混在したひとコマの人物描写を得意とした。佐藤忠男は「エロチシズムだけ、あるいは諷刺だけではそうとうな後輩も出てきているが、笑いと、エロチシズムと、ペーソスと、絵の背後に生活のリアリティを濃密にうきあがらせる風俗描写の正確さや滋味においては、杉浦幸雄の一枚ものは真似手がない[3]」、呉智英は一コマ連作『淑女の見本』について「女の美しさ、女の可愛さ、そして、女のいやらしさ、女の愚かさ、相反するような両面の混在をワンショットで見事に活写している[35]」とそれぞれ評している。
- 似顔絵の名手ではあったが、街場、とりわけ酒場での観察に基づいた作品を手掛ける際は、知人を傷つけたと受け取られないように「だれにも似ないように描く」ことを心がけていた[39]。
- 一連の美人描写は小島功に大きな影響を与えたが、杉浦自身は「（私は）小島氏のように上品にかきません」と謙遜している[40]。
- 連載が長期にわたった際のストーリーや設定の整合性については、あまりこだわりがなかったらしく、「（引用注：『アトミックのおぼん』について）私自身のいい加減な性格も手伝ってか、途中から登場人物やストーリーに脈略がなくなってしまいました[41]」「私の漫画は例によって、登場する人物の役割とか立場ははっきりしないし、ほとんどが名無しの権兵衛[42]」などと語っている。

## 人物・エピソード
性格と嗜好
- 晩年の横山隆一は、若き日の杉浦を「軽佻浮薄をそのまま人間にしたような感じだった。ルパシカを着て、築地帽をかぶってね。歯切れのよい江戸っ子弁で当時の新知識をよくしゃべっていた」と述懐している。杉浦自身も「今考えりゃ、気障で鼻持ちならない若者だった」と回想している。
- ナイトライフと酒を終生愛した。「高級な生活をしなければ、いい漫画はかけない」との信念から、銀座界隈の高級飲食店・バー、帝国ホテルのグリルルームなどに若手時代から通った。「バーなどは楽しむ場所、享楽の場であると同時に、いろんな勉強ができる人生の“学校”でもある」としており、創作の糧としていた。
- 原稿料のほとんどは、家族の生活費のほかは、バーなどのツケの支払いに消え、貯金をほとんどしなかった。師・岡本一平の「漫画家がお金を溜めたらロクなことはないよ」とのアドバイスを守ったため。

親族
- 父親・杉浦和介は柔道家を経て、いわゆる「大陸浪人」として孫文の支援を行っていた人物のひとりで、杉浦の生家には孫文直筆の額装された書が保管されていたという。和介は戦後、プロ柔道の団体「国際柔道協会」の設立に関わり、初代会長を歴任した。
- 最初の妻は「新漫画派集団」の同志だった岸丈夫（のち脱退）の妻の妹で、1939年に結婚し、1985年に死別した。杉浦の召集の際、妻子は長野県の近藤日出造の実家に疎開していた。
- 2番目の妻は、杉浦が30年通っていた銀座のバー経営者で小唄柴流家元の女性。1988年10月24日、帝国ホテルで開催された杉浦の喜寿祝いパーティーの際、突如婚約を発表し、77歳での再婚が話題となった。

交友
- 今日泊亜蘭とは無国籍調のあだ名を付け合い、「ワーニャ（杉浦）」「ルンプ（今日泊）」と呼び合う仲だった。
- 夜の街通いを通じて、多くの「女給」たちと交際した。その中には、リヒャルト・ゾルゲの愛人だった石井花子がいた。
- 弟子に西沢勇司、榎その、すずき大和らがいる。
- 連載作品『コカ吉コラ子』のモデルは富士急行社長、通産大臣・衆議院議員の堀内光雄であり、平河出版社より「カレッジライフものの漫画を」との注文を受けた際に紹介され、交流が始まった、と中日新聞夕刊の連載『この道』で語っている。

## 作品

### 連載
- 銃後のハナ子さん → ハナ子さん一家 → ハナ子さん（主婦之友 1938年9月号 - 1944年12月号、1947年7月号 - 1949年9月号）
  - ハナ子さん（東榮社 1942年）
  - 明るい家庭漫画 ハナ子さん一家（三樹書房 1950年）
  - ハナ子さん 1 - 2（綱島書店 1955年）

同作の登場人物が『サザエさん』『フクちゃん』のキャラクターたちと共演する長谷川町子・横山隆一との合作によるクロスオーバー作品『愉快な家族』がある。
- 映画記者のトムさん（新映画 1947年 - 1948年）
- アトミックのおぼん （HOPE 1947年 - 不明、面白倶楽部 1956年 - 1957年、漫画読本 不明 - 不明、週刊漫画サンデー 1962年 - 1964年）[41][3]
  - アトミックのおぼん（コダマプレス 1966年）
  - アトミックのおぼん（小学館文庫 1977年）
- ゆうもあ・せくしよん（ひまわり 1948年 - 1951年）
- ゴロさん一族（野球時代 1948年 - 1949年）
- ひまわりまりちやん（ひまわり 1949年 - 1952年）
- コカ吉コラ子 → コカ吉コラ子のスイートホーム（月刊平凡 1950年 - 1960年）[51]
- 東京チャキチャキ娘（週刊東京 1955年 - 1959年）[42]
- 大戸保家（オール讀物 1955年 - 1962年）[3]
- サンケイ夫人（産経新聞）
  - サンケイ夫人（兎月書房 1957年）
- ごきげんヨーちゃん（週刊明星 1958年 - 1965年）[3]
  - ごきげんヨーちゃん（集英社CAT COMICS 1970年）
- ワイド娘のヒロ子さん（週刊平凡 1959年 - 1962年）
- 自由化ぼーや（週刊公論 1960年）
- 東の国、西の国（家の光） - イラストルポ
- チャキチャキ娘（共同通信配信の各地方紙）[52]
- 歩く座談会（週刊漫画サンデー） - 文・近藤日出造[53]
- にんまり夫人（主婦と生活 1962年 - 1965年）
- よろこんちゃん（潮 1964年 - 1965年）
- マンガ・ルポルタージュ ショウ・ショウごめん!（キネマ旬報 1964年 - 1965年）
- ジョージ氏の周辺（週刊漫画サンデー 1965年）[37][3]
- 淑女の見本（週刊漫画サンデー 1966年 - 1967年） - 文・岡部冬彦
  - 図解 淑女の見本（実業之日本社 1969年）
- たのしきナポ君（週刊ポスト 1966年 - 1968年）
- 笑山の一角（潮 1967年）
- 淑女の抄本（週刊漫画サンデー 1969年） - 文・岡部冬彦
- 軽風流白書（漫画読本）[37]
- 風流のぞきからくり（週刊サンケイ 1974年 - 1975年） - 文・駒田信二
- お笑い・いろ草紙（週刊サンケイ 1976年）[37] - 文・水野精一
  - 風流いろ草紙（サンケイ新聞社出版局 1976年）
- 面影の女（週刊漫画サンデー 1983年 - 2003年[1]）
  - 面影の女 1（実業之日本社マンサンコミックス 1984年）
- 鳩子さん（白鳩 1989年 - 2000年）

このほか連載枠名のない一コマ漫画作品多数

### 単行本・作品集・その他の著書
- エカキノボーヤ（漫画社 1946年） -「スギウラ・ユキヲ」名義
- 洋酒マメ天国 34 ケッ作美術館（サン・アド編 サントリー 1970年）
- 現代漫画 第2期 1 杉浦幸雄集（鶴見俊輔・佐藤忠男・北杜夫編 筑摩書房 1971年） - ハナ子さん、ごきげんヨーちゃん、大戸保家、アトミックのおぼん、ジョージ氏の周辺、淑女の抄本、淑女の見本、風俗漫画傑作選
- 女性美ケツ作選 魅惑のシリー図 (実業之日本社ホリデー新書 1971年）
- お色気まんが帖（報知新聞社 1973年）
- 杉浦幸雄のまんが交遊録（家の光協会 1978年）
- 昭和マンガ風俗史 杉浦幸雄漫画でたどる五十年（清水勲編 文藝春秋 1984年）
- 杉浦幸雄の漫画人生読本 たのしきかな人生（日本教文社 1986年）
- 当世おんな風俗画集（峯島正行編 青蛙房 1988年）
- わが漫画人生 一寸先は光（東京書店出版局 1995年）
- 漫画エッセイ おいしいネ（駒書林 2005年）

### 共著
- 慰問帖の作り方（陸軍恤兵部 1943年） - 横井福次郎共著
- この道ばかりは（実業之日本社 1960年） - 近藤日出造共著
- 猫が通れば道理引っ込む（主婦と生活社 1986年） - 「漫画集団」名義のオムニバス共著
  - 猫が好き!（ベストセラーズワニ文庫 1990年）

### 監修
- 増補 一平全集（大空社 1990年 - 1991年）

## メディア出演
テレビバラエティ
- 漫画くらぶ（NHK総合テレビジョン、1953年10月 - 1956年） - 宮尾しげを・和田義三とともに出題者として
- 第10回NHK紅白歌合戦（NHK総合テレビジョン、1959年12月31日） - 審査員

テレビドラマ
- 夫を成功させる法（NET、1963年4月 - 11月） - 案内人その他毎週さまざまな役、最終話のみ主演の小説家役
- ザ・ガードマン （TBSテレビ、1971年）第316話「うるさい奥さんをうまく殺す方法」